# Willard L. Beaulac
Willard Leon Beaulac (Pawtucket, 25 de julio de 1899-Washington D. C., 25 de agosto de 1990) fue un diplomático estadounidense, que se desempeñó como embajador de Estados Unidos en Paraguay, Colombia, Cuba, Chile y Argentina.

## Biografía
Nació el 25 de julio de 1899 en Pawtucket (Rhode Island), hijo de Sylvester Clinton Beaulac y Lena Eleanor Jarvis. Asistió a la Universidad Brown antes de unirse a la Armada de los Estados Unidos en 1918. Después de su baja en 1919, asistió a la Escuela de Servicio Exterior de la Universidad de Georgetown y se graduó en 1921.
Ingresó al Servicio Exterior de los Estados Unidos en 1921. Recibió su primer nombramiento como embajador en Paraguay en 1944. En 1947 fue nombrado Embajador de los Estados Unidos en Colombia. Se casó con Catherine Hazel Arrott Greene el 25 de febrero de 1935.
De 1951 a 1953, fue embajador de Estados Unidos en Cuba. En 1953, sucedió a Claude G. Bowers como embajador de Estados Unidos en Chile. De 1956 a 1960, fue embajador de Estados Unidos en Argentina. Antes de jubilarse, alrededor de 1962, fue subcomandante de asuntos exteriores de la Escuela Nacional de Guerra.
Murió a causa de la enfermedad de Alzheimer el 25 de agosto de 1990 en Washington D. C., a los 91 años.

## Obras
- Career Ambassador, Macmillan, 1951, (memoria).[3]
- Career Diplomat: A Career in the Foreign Service of the United States (1966).[4]
- A Diplomat Looks at Aid to Latin America, Southern Illinois University Press, 1970.[5]
- The Fractured Continent. Hoover Press. 1980. ISBN 9780817972516.[6]
- Franco: Silent Ally in World War II, Southern Illinois University Press, 1986, ISBN 9780809312542[7]